# Amfilochos
Amfilochos var inom grekisk mytologi son till Amfiaraos och Erifyle. Han var liksom sin far både siare och hjälte och deltog i trojanska kriget och i epigonernas hämndetåg mot Thebe.